# سيمون بوليفار باكنر الابن
سيمون بوليفار باكنر الابن (بالإنجليزية: Simon Bolivar Buckner Jr.)‏ (18 يوليو 1886 - 18 يونيو 1945) كان فريقاً في الجيش الأمريكي خلال الحرب العالمية الثانية. خدم في مسرح عمليات المحيط الهادئ وقائد دفاعات ألاسكا في وقت مبكر من الحرب. بعد هذه المهمة، ترقى لقيادة الجيش العاشر، الذي شن الهجوم البرمائي على جزيرة أوكيناوا اليابانية في 1 أبريل 1945. وقد قُتل خلال الأيام الأخيرة من معركة أوكيناوا بنيران مدفعية العدو، ما جعله أعلى ضابط برتبة عسكرية في الولايات المتحدة يُقتل بنيران العدو خلال الحرب العالمية الثانية. وظل أعلى في الأفراد العسكريين الذين قُتلوا بسبب عمل عسكري أجنبي حتى وفاة الفريق تيموثي مود خلال هجمات 11 سبتمبر.
كان كلاً من باكنر وليزلي جيه ماكنير وفرانك ماكسويل أندروز وميلارد هارمون وجميعهم كانوا جنرالات في وقت وفاتهم، أعلى رتب عسكرية من الأمريكيين الذين قتلوا في الحرب العالمية الثانية. وقد ترقى باكنر وماكنير بعد وفاتهما إلى رتبة جنرال بأربع نجوم في 19 يوليو 1954 ، بموجب قانون خاص للكونغرس (القانون العام 83-508).

## المنشورات
- Sarantakes، Nicholas (Editor) (2004). Seven Stars, The Okinawa Battle Diaries of Simon Bolivar Buckner Jr. and Joseph Stilwell. Texas A & M University Press, College Station. ISBN:978-1-58544-294-2. {{استشهاد بكتاب}}: |الأول= باسم عام (مساعدة)
- Sledge، Eugene B. (1990). With the Old Breed: At Peleliu and Okinawa. Oxford University Press. ISBN:978-0-19-506714-9.
- "Buck's Battle". Time Magazine. 16 أبريل 1945. مؤرشف من الأصل في 2020-05-08. اطلع عليه بتاريخ 2008-08-31.
- Haley، J. Fred (نوفمبر 1982). "The Death of General Simon Bolivar Buckner". Marine Corps Gazette: 103.
- McKenney، Tom C (يونيو 2000). "Lt. Gen. Simon Bolivar Buckner's death". Military. No. 1. ج. XVII: 22, 23.

## وصلات خارجية
- سيمون بوليفار باكنر الابن على موقع الموسوعة البريطانية (الإنجليزية)

- Papers of Simon Bolivar Buckner Jr., Dwight D. Eisenhower Presidential Library
- Family Home Page
- His monument at Kuniyoshi, Itoman City Okinawa, where he died. باللغة الإنجليزية
- سيمون بوليفار باكنر الابن على موقع فايند أغريف
- USNS General Simon B. Buckner (T-AP-123)
- General Simon Bolivar Buckner Jr. Deadeyes 96th Infantry Division
- Operations in Snow and Extreme Cold-Basic Field Manual Manuscript at Dartmouth College Library

| مناصب عسكرية | مناصب عسكرية                                 | مناصب عسكرية   |
| ------------ | -------------------------------------------- | -------------- |
| لقب جديد     | القائد العام للجيش الأمريكي العاشر 1944–1945 | تبعه روي جيجير |